# بارتوش كابوستكا
بارتوز كابوستكا (بالبولندية: Bartosz Kapustka) هو لاعب كرة قدم بولندي في مركز الجناح ولد في يوم 23 ديسمبر 1996 في مدينة تارنوف في بولندا، يلعب حالياً مع نادي ليستر سيتي وسبق له اللعب مع نادي كراكوفيا ونادي تارنوفيا تارنو وهوتنيك كراكوف ويبلغ طوله 179 سم.

## روابط خارجية
- بارتوش كابوستكا على موقع الاتحاد الأوربي (الإنجليزية)
- بارتوش كابوستكا على موقع قاعدة بيانات كرة القدم.إي يو (الإنجليزية)
- بارتوش كابوستكا على موقع ناشيونال فوتبول تيمز (الإنجليزية)
- بارتوش كابوستكا على موقع Soccerbase.com (لاعب) (الإنجليزية)
- بارتوش كابوستكا على موقع Soccerway.com (الإنجليزية)
- بارتوش كابوستكا على موقع عالم كرة القدم.نت (الإنجليزية)
- بارتوش كابوستكا على موقع AS.com (الإسبانية)